# Anna Wieslander (samhällsvetare)
Denna artikel handlar om samhällsvetaren Anna Wieslander. För författaren och illustratören, se Anna Wieslander (författare)
Anna Sonja Wieslander, född 2 mars 1969 i Sankt Peters församling i Malmöhus län, är en svensk samhällsvetare.
Wieslander växte upp i Växjö och är dotter till professor Hans Wieslander och adjunkten Lisbeth, född Lasson. Hon har studerat vid Göteborgs universitet,  Lunds universitet och University of California, Berkeley. Hon är fil. doktor i statsvetenskap vid Lunds universitet och har en examen från Journalisthögskolan i Göteborg.
Hon är Nordeuropachef för den amerikanska tankesmedjan Atlantic Council och tillika generalsekreterare i Allmänna försvarsföreningen. Wieslander är även styrelseordförande i Institutet för säkerhets- och utvecklingspolitik (ISDP, Institute for Security and Development Policy) och ledamot av Kungliga Krigsvetenskapsakademien och Utrikespolitiska samfundet.  
Hon är en ofta anlitad talare och moderator på svenska och internationella konferenser och kommenterar i såväl svenska som utländska medier. Hon publicerar sig frekvent i svensk och utländsk massmedia samt i vetenskapliga tidskrifter.
Hon har tidigare tjänstgjort som ställföreträdande direktör vid Utrikespolitiska Institutet, varit chef för talmansstaben i riksdagen, kansliråd i Försvarsdepartementet och sekreterare i Försvarsberedningen.